# Кубок Європи з метань 2020
Кубок Європи з метань 2020 мав бути проведений в Лейрії на стадіонах «Магальяйнш Песоа» та Національного метального центру.
Рішення про проведення змагань в Лейрії впродовж трьох сезонів поспіль (2020—2022) було ухвалено виконавчим комітетом ЄАА 3 березня 2019.
Програма змагань мала включати чотири метальні легкоатлетичні дисципліни (штовхання ядра, метання диска, метання молота, метання списа) серед чоловіків та жінок у абсолютній віковій категорії (дорослі) та серед молоді (U23).
Змагання первісно мали відбутись 21-22 березня, проте, з огляду на пандемію коронавірусної хвороби, ЄАА спочатку ухвалила рішення перенести проведення Кубка на пізнішу дату, а згодом — про скасування Кубку-2020.
Рішення про затвердження складу збірної для участі в Кубку було ухвалено Виконавчим комітетом Легкої атлетики України наприкінці лютого 2020. Лідерами збірної та претендентами на перемогу розглядались Ірина Климець та Михайло Кохан.